# وفاء العمراني
وفاء العمراني، هي شاعرة مغربية وُلدت في 15 أبريل سنة 1960 بالقصر الكبير شمال المغرب. اشتهرت بقصيدة «أنين الأعالي» و«هيأت لك» من شعر المرأة العربية المعاصر، وكانت إحدى أبرز خمس شاعرات في الخريطة الشعرية المغربية. حصلت على جائزة المغرب للكتاب في الإبداع الأدبي صنف الشعر سنة 2002. وصدرت أشعارها مترجمة في عدد من المجلات والأنطولوجيات بالفرنسية والإنجليزية والألمانية والمقدونية والإسبانية. كما تُرجمت بعض أشعارها إلى الفرنسية، الإيطالية، الإسبانية، الهولندية، الدانمركية، الإنجليزية، الألمانية، اليونانية، السويدية والمقدونية.

## مسيرتها
بدأت وفاء العمراني بالنشر سنة 1980 بظهور نصها الشعري «موج التناقض العذب» بمجلة مواقف اللبنانية. حصلت على الإجازة في الأدب العربي سنة 1982 من كلية الآداب والعلوم الإنسانية بالرباط، ثم أكملت دراستها في نفس الكلية لتحصل على شهادة استكمال الدروس في الأدب الحديث سنة 1984، لتنضم إلى اتحاد كتاب المغرب في نفس السنة. واشتغلت أستاذة بكلية الآداب والعلوم الإنسانية بالمحمدية منذ سبتمبر 1985. حازت على جائزة المغرب للكتاب في الإبداع الأدبي صنف الشعر سنة 2002. وعمِلت مستشارة ثقافية لدى وزير الشؤون الخارجية والتعاون من أكتوبر 2003 إلى أكتوبر 2007 ثم انتقلت لتشتغل مستشارة ثقافية بسفارة المملكة المغربية بدمشق منذ أكتوبر 2007.

## الدواوين الشعرية
- الأنخاب: شعر، اتحاد كتاب المغرب، الرباط، 1991.
- أنين الأعالي: نصوص، دار الآداب، بيـروت، 1992.
- فتنة الأقاصي، منشورات الرابطة، الدار البيضاء، 1996.
- هيأت لك، أفريقيا الشرق، الدار البيضاء، 2002